# Duarte Correia Vasqueanes
Duarte Correia Vasqueanes (Barcelos - Rio de Janeiro, 23 de maio de 1650) foi um administrador colonial português da família dos Correia de Sá, que governou o Rio de Janeiro por três vezes, sendo duas interinamente.

## Biografia
Natural de Barcelos, era filho de Gonçalo Correia da Costa e Maria Ramires, sua segunda mulher. Era meio-irmão de Salvador Correia de Sá, dito o velho, que o trouxera ao Brasil, juntamente com o outro irmão Martim Correia, morto em 8 de janeiro de 1648. Nunca mais voltou a Portugal: tomou parte nas lutas contra os índios tamoio e contra os franceses, auxiliando o sobrinho Martim Correia de Sá. Comandou o forte de São João e exerceu outros cargos militares pois sempre se preocupou muito com a defesa da cidade. Homem ponderado e justo, «era altamente conceituado e benquisto pela população» e foi um dos Sete Capitães que promoveram a conquista doa região dos Campos dos Goytacazes.
Casou-se no Rio de Janeiro com Marta Borges, com quem teve dois filhos, Martim Correia Vasqueanes e Salvador Correia Vasqueanes, que se distinguiram em serviços militares na Bahia, Pernambuco e em Portugal. Também teve sete filhas, das quais quatro professaram em Lisboa no convento da Esperança.
Foi um ativo sertanista que entendia de mineração. Em 10 de outubro de 1616, o irmão Salvador Correia de Sá nomeou-o provedor das minas de São Paulo, delegando-lhe todos os poderes. Haviam chegado juntos a São Paulo em junho de 1616, com Martim Correia de Sá, o filho predileto de Salvador Correia de Sá, seu outro filho Gonçalo Correia de Sá, Alexandre Nunes Moreira, escrivão da administração das minas, e Baltazar de Seixas Rabelo, capitão-mor vicentino. Em julho, Pedro de Morais foi nomeado meirinho das Minas que Salvador Correia de Sá intitulava «de Piratininga».
Em 15 de agosto de 1618 sucedeu a Duarte Correia Vasqueanes como provedor das Minas desde 10 de outubro de 1616, o velho Diogo Arias de Aguirre, que seria em 1622 sucedido por Martim Correia de Sá.
Foi governador do Rio de Janeiro por três vezes, sendo duas interinamente, quando se afastava seu sobrinho Salvador Correia de Sá e Benevides. Foi governador interino do Rio de Janeiro, 1642-1643, governador efetivo do Rio de 1645 a 1648, quando da ausência do sobrinho ilustre e de novo interino em 1648-1649. Foi conceituado e benquisto pela população.
Morto Luís Barbalho Bezerra, a 10 de junho de 1644 tomou posse no governo interino do Rio de Janeiro Francisco de Souto Maior, mestre-de-campo de um dos Terços da Bahia, mandado pelo Governador Geral Antônio Teles da Silva suceder a Barbalho Bezerra, e que veio «prevenido com uma das melhores companhias do seu Terço, o que fazia número ao todo de 110 soldados». Partiu a 8 de maio de 1645 para socorrer Angola e comentou um cronista: «vai muito bem aviado.»
Em 6 de agosto Carta Real aprovava e confirmava a eleição de Duarte Correia Vasqueanes para o governo interino. Foi designado governador por carta-régia de 21 de dezembro de 1644, em substituição a Francisco Souto Maior, que tentaria a reconquista de Angola. Tomou posse em 8 de maio de 1645, pois Souto Maior devia passar à África tentar a reconquista de Angola, ocupada pelos holandeses.
Havia tantas desordens nessas sucessões no Rio de Janeiro que desde 27 de setembro de 1644 foi publicado um alvará real  «para atalhar desordens e inquietações e evitar os danos» e explicando que, «sucedendo falecer o Capitão-Mor e Governador e não havendo vias por que eu (o Rei) declare a pessoa que o há de suceder, possam os oficiais da Câmara eleger a pessoa q mais idônea lhes parecer.»  Ampliavam-se assim as atribuições da Câmara, obtendo a faculdade de eleger o governador, em falta de via que declarasse a sucessão.
Portugal reviveu o velho assunto das esmeraldas, pensando em Marcos de Azeredo Coutinho. A 7 de dezembro de 1644 o Rei havia escrito a D. Francisco de Souto Maior, capitão-mor e governador do Rio, para se entender com afinco e prontidão no serviço dos descobrimentos e se comunicar com Salvador Correia. Ambos, por intermédio do Padre Francisco de Morais, deram principio à matéria em acordo com os filhos de Marcos de Azeredo, Antônio e Domingos, que haviam andado com o pai e guardado seu roteiro.
Desde 16 de maio de 1644 tinha recebido alvará com foro de cavaleiro fidalgo, sem dúvida obtido pelo sobrinho, que no mesmo ano lhe conseguira o hábito de Cristo.
No governo do Rio foi grande seu empenho em aparelhar a defesa da cidade para a eventualidade, então julgada provável, de um ataque dos holandeses. Mandou então levantar a muralha do Forte de Santiago, na ponta do Calabouço, até Santa Luzia, e queria construir trincheiras permanentes da Prainha e em São Cristóvão mas desistiu, diante da grande despesa que a obra acarretaria e para a qual não tinha recursos. Ocupou-se ainda, cumprindo a carta régia de 1644, da conclusão da Fortaleza da Lage e, para aumentar sua disponibilidade financeira, propôs em 16 de novembro de 1644 que a Câmara pusesse à venda os terrenos de marinha da cidade. Postos em hasta pública, foram vendidos os chãos - o que é a origem do desaparecimento da praia da cidade, ao longo da rua Direita. Aliás, as verbas obtidas foram colocadas em «uma arca de quatro chaves das quais uma terá o Prelado Administrador, outra o Reverendo Reitor do Colégio da Companhia de Jesus, aonde estará a dita arca, outra um Juiz e a outra o Vereador mais velho» - precauções muito significativas e reveladoras de receios de que as verbas fossem desviadas para fins alheios ao seu destino. Note-se que a fortaleza seria concluída apenas no século XVIII quando era vice-rei o marquês de Lavradio.
Morreu no Rio de Janeiro a 23 de maio de 1650, provavelmente com mais de 80 anos. Foi sepultado na igreja de Santo Inácio, dos jesuítas.